# 中名田村
中名田村（なかなたむら）は福井県遠敷郡にあった村。現在の小浜市の南西端にあたる。

## 地理
- 山岳 ： 飯盛山
- 河川 ： 南川、田村川

## 歴史
- 1889年（明治22年）4月1日 - 町村制の施行により、小屋村、上田村、下田村、和多田村、深谷村及び深野村の区域をもって、中名田村が発足する。
- 1951年（昭和26年）3月30日 - 小浜町、内外海村、松永村、国富村、遠敷村、今富村、口名田村及び中名田村が合併して、小浜市が発足する。

## 交通

### 道路
- 国道162号